# Episodi di Un dottore tra le nuvole (quinta stagione)
La quinta stagione della serie televisiva Un dottore tra le nuvole è stata trasmessa in anteprima in Germania da Sat.1 tra il 27 gennaio 1997 e il 12 maggio 1997.
| nº | Titolo originale        | Titolo italiano | Prima TV Germania | Prima TV Italia |
| -- | ----------------------- | --------------- | ----------------- | --------------- |
| 1  | Der Weisse Tod          |                 | 27 gennaio 1997   |                 |
| 2  | Maxls Trauer            |                 | 3 febbraio 1997   |                 |
| 3  | Bange Stunden           |                 | 10 febbraio 1997  |                 |
| 4  | Schwere Eintscheidungen |                 | 17 febbraio 1997  |                 |
| 5  | Ein Zirkuskind          |                 | 24 febbraio 1997  |                 |
| 6  | Um Leben und Tod        |                 | 10 marzo 1997     |                 |
| 7  | Schreckliches Geheimnis |                 | 17 marzo 1997     |                 |
| 8  | Mutprobe                |                 | 24 marzo 1997     |                 |
| 9  | Das Findelkind          |                 | 7 aprile 1997     |                 |
| 10 | Verwirrung der Gefühle  |                 | 14 aprile 1997    |                 |
| 11 | Margarete               |                 | 21 aprile 1997    |                 |
| 12 | Vaterliebe              |                 | 28 aprile 1997    |                 |
| 13 | Der Boykott             |                 | 5 maggio 1997     |                 |
| 14 | Rasende Eifersucht      |                 | 12 maggio 1997    |                 |